# United Soft Media
Die United Soft Media Verlag GmbH (USM) ist ein in München ansässiges Verlagshaus fokussiert auf Multimedia-Produkte für PC, Mac, Nintendo DS, Wii, iOS und Android. Zudem werden Hörspiele und Hörbücher, überwiegend für Kinder und Jugendliche, produziert. 2013 stieg der Kosmos-Verlag als Hauptgesellschafter ein.

## Geschichte
1994 gegründet, etablierte sich der Verlag nach der Jahrtausendwende auf dem Markt und veröffentlichte 2007 die PC- und Konsolenspiele von den Drei ??? und den Kinder-Hörspielen der Serien Sternenschweif und Pumuckl. Er verfügt über große Kooperationspartner wie Computer Bild und Cinema.
Im 2000 kaufte USM den Systema Verlag auf.
Am 4. Februar 2013 gab USM bekannt, dass Kosmos rückwirkend zum 1. Januar 2013 Hauptgesellschafter von USM geworden ist. USM wurde damit vom bisherigen Mehrheitseigner LangenMüller Herbig nymphenburger terra magica übernommen.
2022 trat USM dem Games Bavaria Munich e. V. bei damit sind es nun 20 Studios.
Am 1. Januar 2023 wurde bekannt, dass USM das Tonstudio Headroom Sound Production übernimmt. USM kündigte an dass, sich für die Mitarbeiter erst einmal nichts ändern solle die Produktion von Headroom und Hearthroom sollen wie gewohnt weiter gehen.

## Belege
1. ↑  Geschäftsbericht 2007 (Memento des Originals vom 1. Februar 2014 im Internet Archive)  Info: Der Archivlink wurde automatisch eingesetzt und noch nicht geprüft. Bitte prüfe Original- und Archivlink gemäß Anleitung und entferne dann diesen Hinweis. im Unternehmensregister (veröffentlicht am 22. November 2010)
2. ↑  Über den Verlag. usm.de, abgerufen am 26. Januar 2014.
3. ↑  Systhema. Abgerufen am 17. August 2023 (englisch).
4. ↑  Kosmos Verlag übernimmt USM (PDF; 59 kB), Pressemitteilung vom 4. Februar 2013
5. ↑  Kevin Krämer: United Soft Media und WastedStudios treten dem Games Bavaria Munich e. V. bei. 26. Oktober 2022, abgerufen am 17. August 2023.
6. ↑  USM übernimmt headroom. Abgerufen am 17. August 2023.